# 涂敏恆
涂敏恆（1943年2月12日—2000年3月14日），臺灣苗栗縣大湖鄉客家人，曾任中華民國國軍少校、《民生報》記者，後致力於客家音樂，以創作送你一把泥土、𠊎係客家人、客家本色等歌曲知名。

## 生平

### 早年

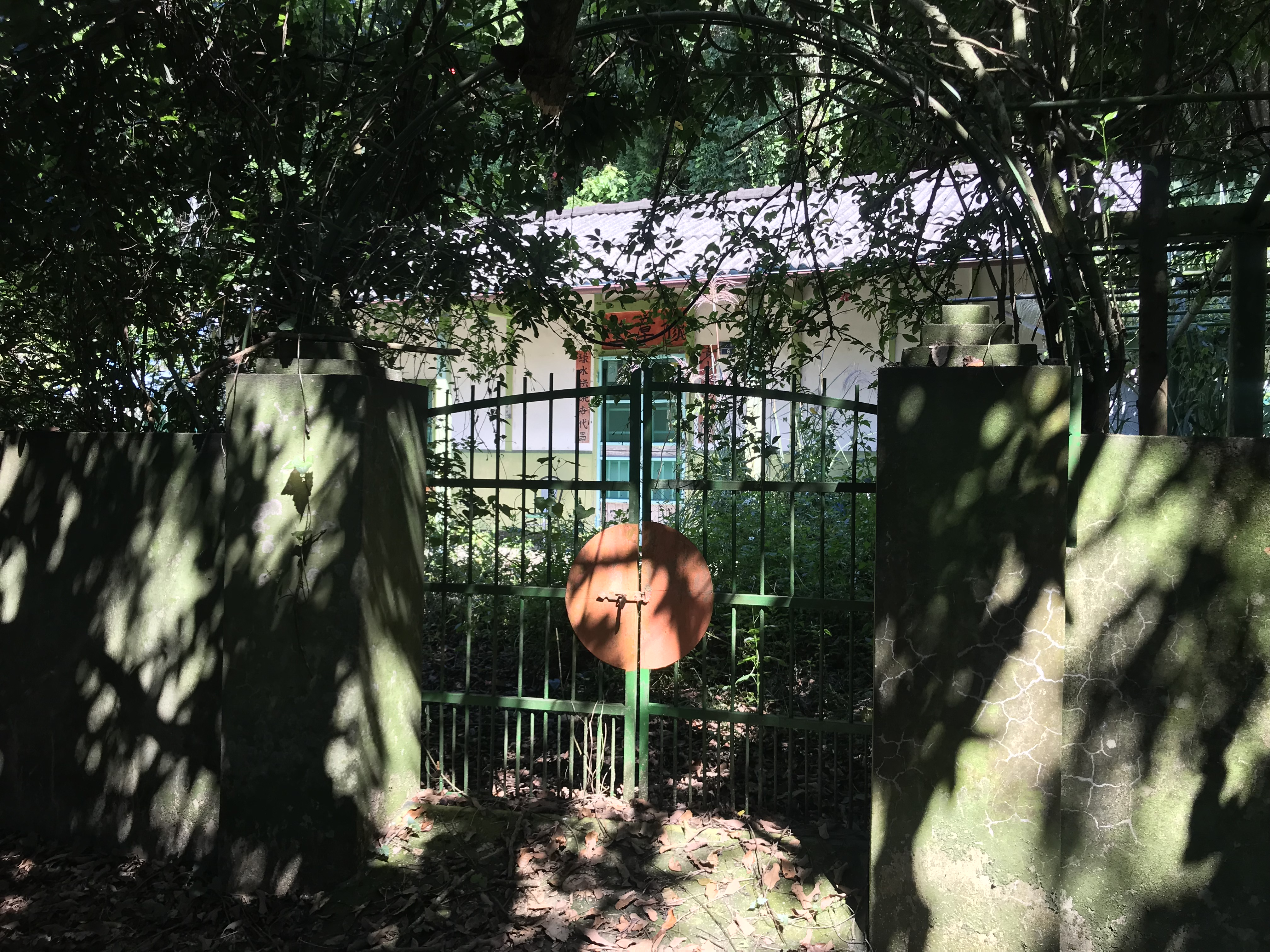
涂敏恆故居

涂敏恆為1943年2月12日出生於苗栗大湖，住家位於馬拉邦山附近山腳，在八個兄弟姊妹中排行老六。涂敏恆受會演奏小提琴的祖父涂長興、當小學音樂教師的叔父涂輝璋影響，自小就對音樂有興趣，在大湖農工初級部就自習樂理，建臺高中畢業後，1962年考取政治作戰學校音樂系。
1972年，涂敏恆以你帶走了我的心獲中視金曲獎、海軍進行曲及敬禮ＬＶＴ獲海軍作詞獎。1973年12月5日，教育部公布第四屆紀念黃自先生歌詞創作獎，涂敏恆以羅福星烈士頌獲選。涂敏恆於少校退役後，擔任《民生報》記者。

### 創作
涂敏恆早期的創作以軍歌和藝術歌為主，直到創作費玉清演唱的送你一把泥土才開始轉變。1981年，涂敏恆在《民生報》報導此曲還未正式上市，地下工廠出品的錄音帶巳經充斥夜市地攤。
1981年，涂敏恆與同鄉的吳盛智作出客家語歌曲𠊎係客家人，因審查而改名我係中國人，委由歌林唱片出版池秋美主唱。涂敏恆認為傳統客家山歌與小調難以吸引客家年輕人，乃著手創作，如早期的改編傳統歌謠的日頭落山一點紅、模仿歌謠的阿哥想妹長江水、李後主的相見歡等。後受吳盛智意外去世刺激，涂敏恆便集中在客家歌曲創作上，為讓每一年齡層的客家人皆有歌可唱，嘗試採用四縣腔、與海陸腔雙聲發音的模式創作。

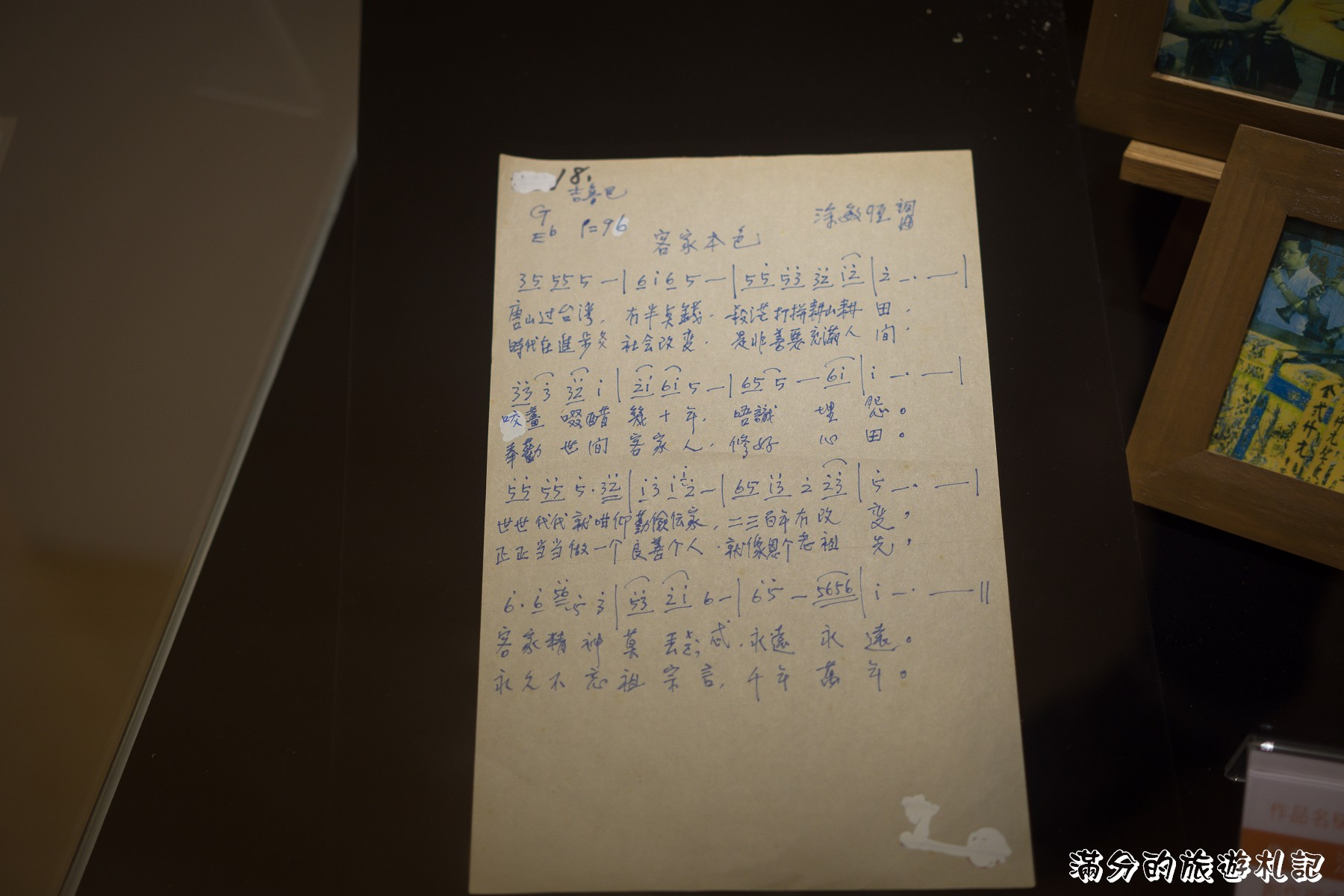
涂敏恆作詞作曲簡譜手稿

1989年，涂敏恆創作客家本色。此曲子除在台灣客家地區知名外，也成為候選人的競選歌曲。如1992年中華民國立法委員選舉范巽綠北區後援會、1996年中華民國總統選舉李登輝台北市客屬社團後援會等。1996年，中華民國第九任總統、副總統慶祝就職典禮，所演出的十首曲子也有客家本色。
1996年2月6日，涂敏恆為感謝羅慧夫為他小兒子作三次唇顎裂手術，將他寫的用愛彌補製成錄音帶給羅慧夫顱顏基金會。
1998年，涂敏恆提前退休，並與苗栗縣立文化中心連繫免費教授客家歌謠。為收集客家歌謠，涂敏恆至台灣、中國大陸各地的客家庄採集。
在1999年9月1日，苗栗市客家歌謠研習班上，涂敏恆統計自己1965年開始創作的歌曲，其中藝術歌與軍歌皆有廿首、國語歌三百多首、閩南語歌一首、日語歌一首、客家歌則多達二千零六十七首。涂敏恆友人黃澎孝表示，涂敏恆雖創作豐富，但知名度不高，主要是客家歌曲市場狹小。涂敏恆曾經告訴友人范國銓說，自己作品雖有多，實際上能夠出名且流行的也不過十餘首而已，而最感安慰和驕傲的，莫過於客家本色對鄉親造成的影響。像吳伯雄妻子戴美玉就曾到苗栗農工教授此歌。

### 去世
2000年3月14日下午2點半，涂敏恆駕駛老舊的朋馳轎車到獅潭鄉，交出他新創作的獅潭鄉歌給獅潭鄉長蕭天福。當他下午開車返回大湖鄉授課時，正好道路濃霧籠罩影響視野，便在臺3線汶水橋北邊300公尺處三寮坑彎道失控撞到護欄，造成胸部嚴重鈍挫傷、兩小腿開放性粉碎骨折。3點半發生車禍後，被緊急送至苗栗市協和醫院救治，於4點55分宣告不治。
涂敏恆本想創作一首長達60分鐘的雪霸交響曲，結果意外去世而未完成。因涂敏恆家庭經濟狀況不佳，3月22日，遺孀劉煥芬出面呼籲，希望選舉時爭唱客家本色的政治人物暨有關單位能伸出援手。4月6日，總統李登輝頒褒揚令。

## 紀念

### 演出

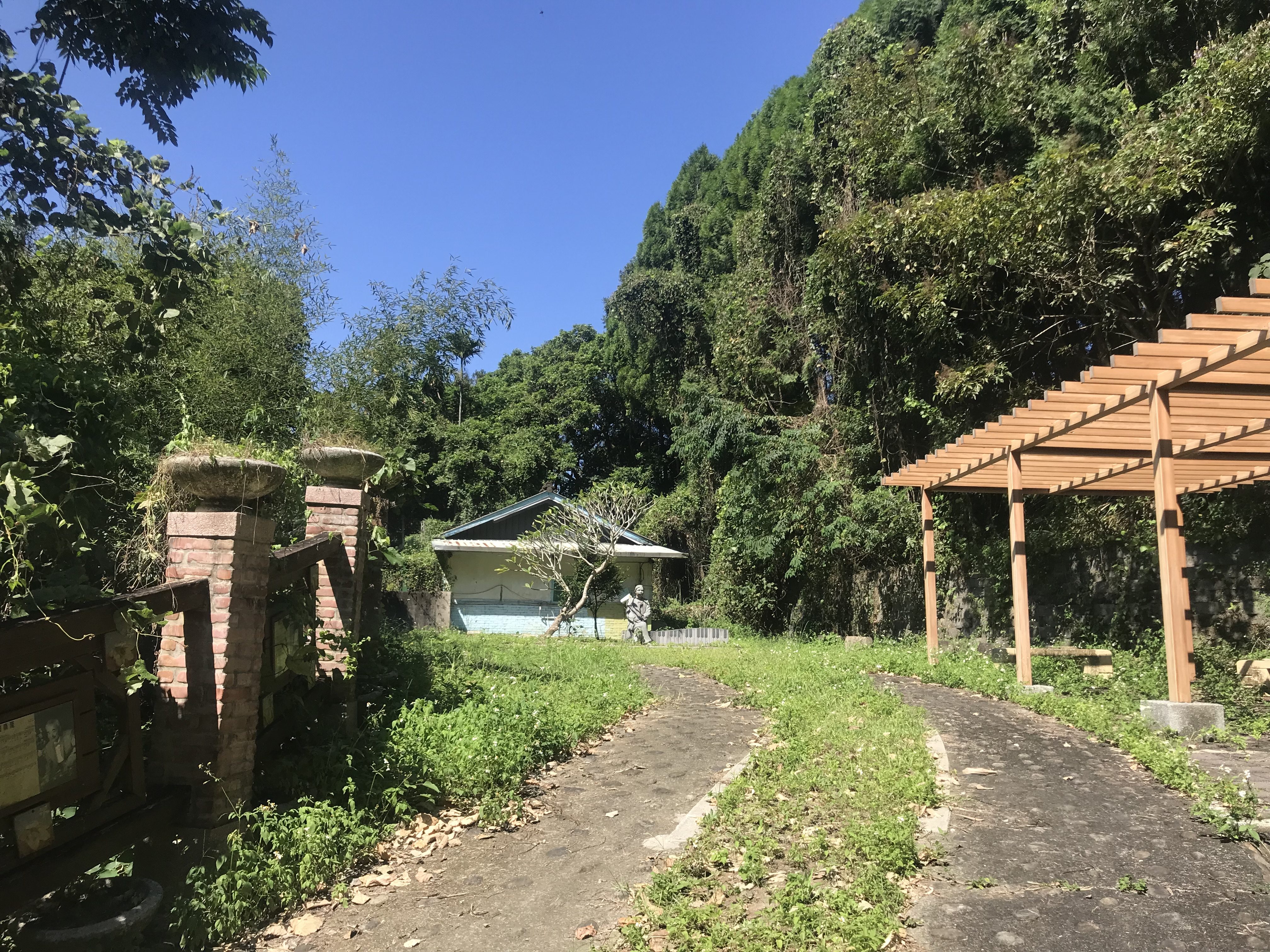
涂敏恆故居前紀念區

2003年4月26日，涂敏恆大湖鄉大窩村故宅舉行涂敏恆紀念音樂會，國策顧問李喬、客委會主委葉菊蘭、大湖鄉長楊慶汶、友人張致遠到場。
2008年1月1日，台灣民主紀念館開館，以五首歌曲代表台灣四大族群與融合，分別是夜來香、王明哲台灣、王昶雄與呂泉生阮若打開心內的門窗、涂敏恆客家本色、高一生鼓動─序曲。

### 紀念館
2002年3月14日，涂敏恆逝世兩年，地方親友拜訪其大湖鄉故居，獲其胞兄涂敏辰同意可改為紀念館。2005年，客委會對外徵求相關資料，以準備將其故宅整建為紀念館。之後，故宅門口佇立涂敏恆坐姿石雕。2020年4月17日，客委會主委李永得來到已無人居住的涂敏恆故居，表示希望地方人士能幫忙與涂敏恆家屬溝通，促進將故居打造作紀念館。